# Błędziszki
Błędziszki (Duits: Blindischken; 1938-1945: Wildwinkel) is een plaats in het Poolse district  Gołdapski, woiwodschap Ermland-Mazurië. De plaats maakt deel uit van de gemeente Dubeninki en telt 32 inwoners.